# Fastighetsbox

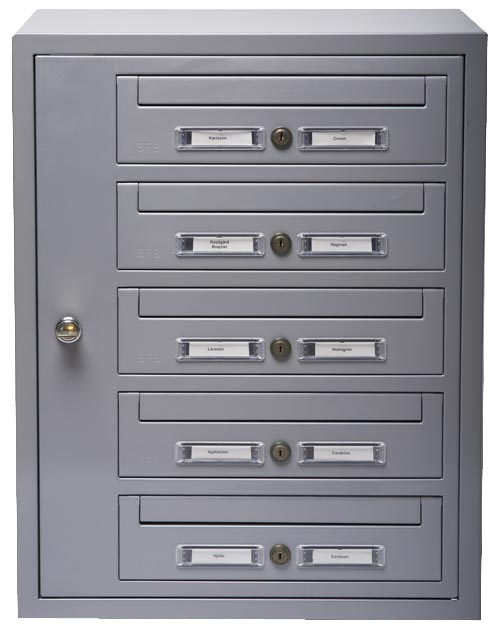
Fastighetsbox

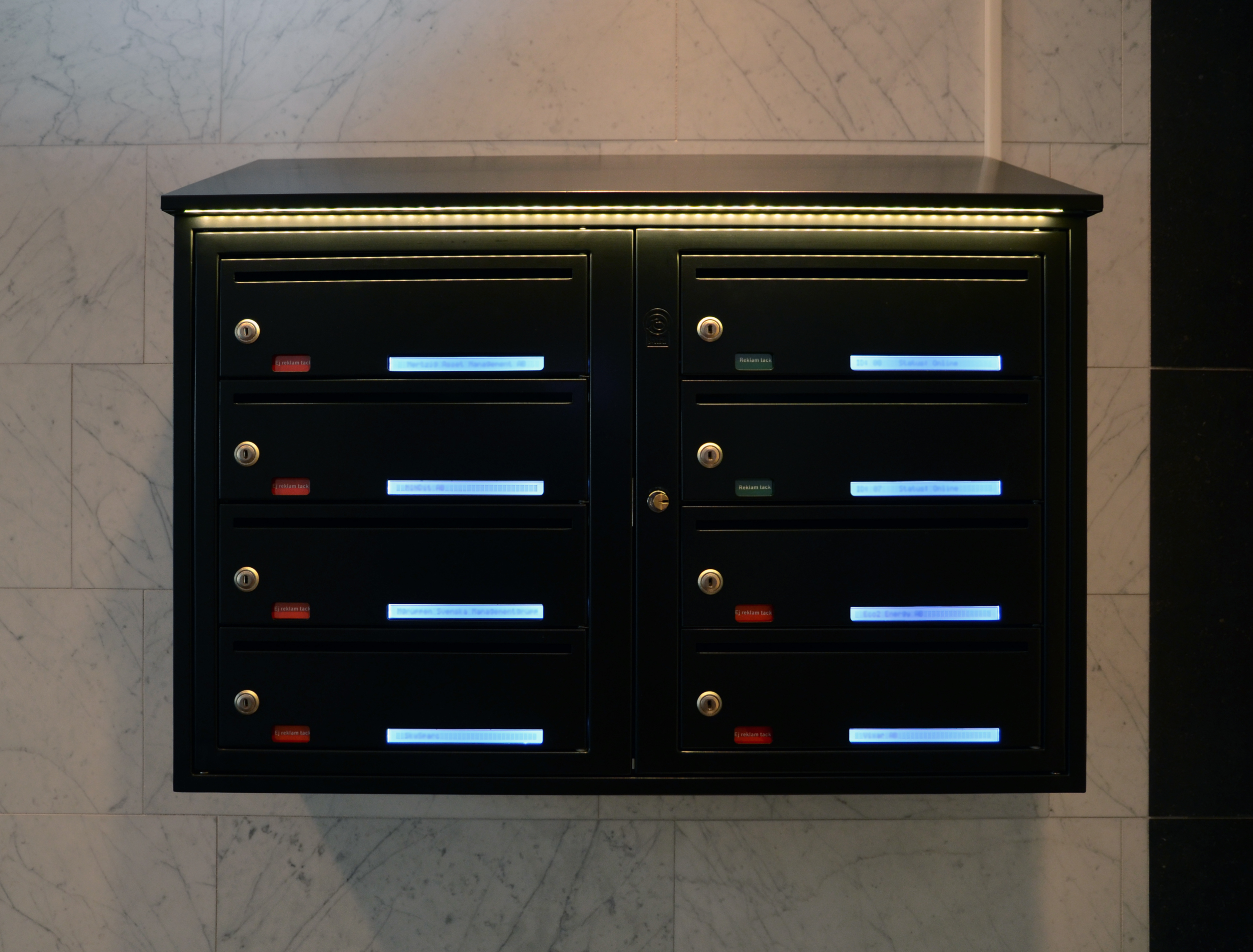
Senare generations fastighetsbox med digitala namnskyltar

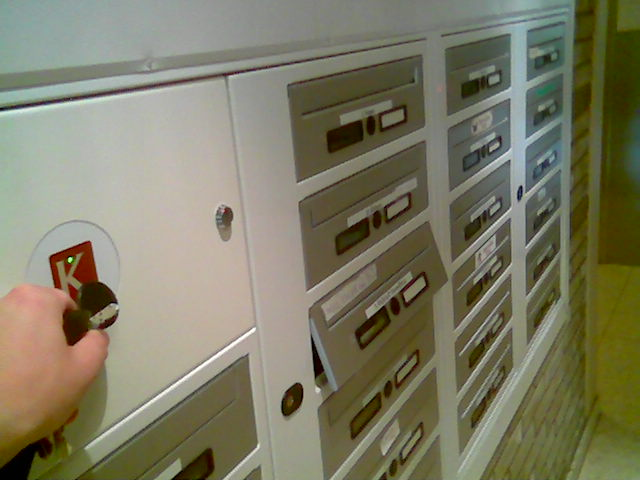
Fastighetsbox som öppnas elektroniskt med en RFID-nyckel.

Fastighetsbox är en postlåda där post avlämnas; placerad i ett speciellt postrum, direkt innanför entrén eller utanför entrén till flerbostadshus. Varje fastighetsbox innehåller en eller flera postfack för flera användare.
I Sverige har fastighetsboxarna skapat konflikt mellan å ena sidan postoperatörer (de företag som bär ut post) och fastighetsägare och hyresgästorganisationer.
I september 2005 utfärdade Post- och telestyrelsen allmänna råd om utdelning av post vid tillhandahållandet av samhällsomfattande posttjänst enligt postlagen; enligt dessa råd skulle postoperatören ta initiativ till att förmå samtliga fastighetsägare att senast den 1 januari 2011 övergå till fastighetsboxar. I oktober 2008 meddelades dock att regeringen undanröjt delar av dessa råd och att montering av fastighetsboxar skulle vara frivilligt.
I september 2022 sände PTS, Post- och Telestyrelsen, ett förslag om nya föreskrifter för postutdelning och postanordning på remiss. Enligt förslaget ska de nya föreskrifterna börja gälla från den 1 april 2023.

## Fördelar
Postoperatörerna menar att fastighetsboxar dels innebär en bättre arbetsmiljö för brevbärarna och en bättre paketservice för den boende, men framförallt innebär det en stor effektivisering av postverksamheten då den blir mindre personalintensiv - med lägre portokostnader och även förbättrade konkurrensmöjligheter som möjlig följd.

## Nackdelar
Flera fastighetsägare menar att införandet av fastighetsboxar innebär stora investeringskostnader som hyresgästen i slutändan tvingas betala och kan gå ut över kulturhistoriska miljöer i trappuppgångar i äldre hus. Hyresgästorganisationerna menar å sin sida att det innebär en minskad servicegrad till de boende, särskilt äldre och sjuka som tvingas ut gå ut ur sin lägenhet för att hämta posten. 